# Azuré de la cléonie
Pseudophilotes abencerragus
Espèce

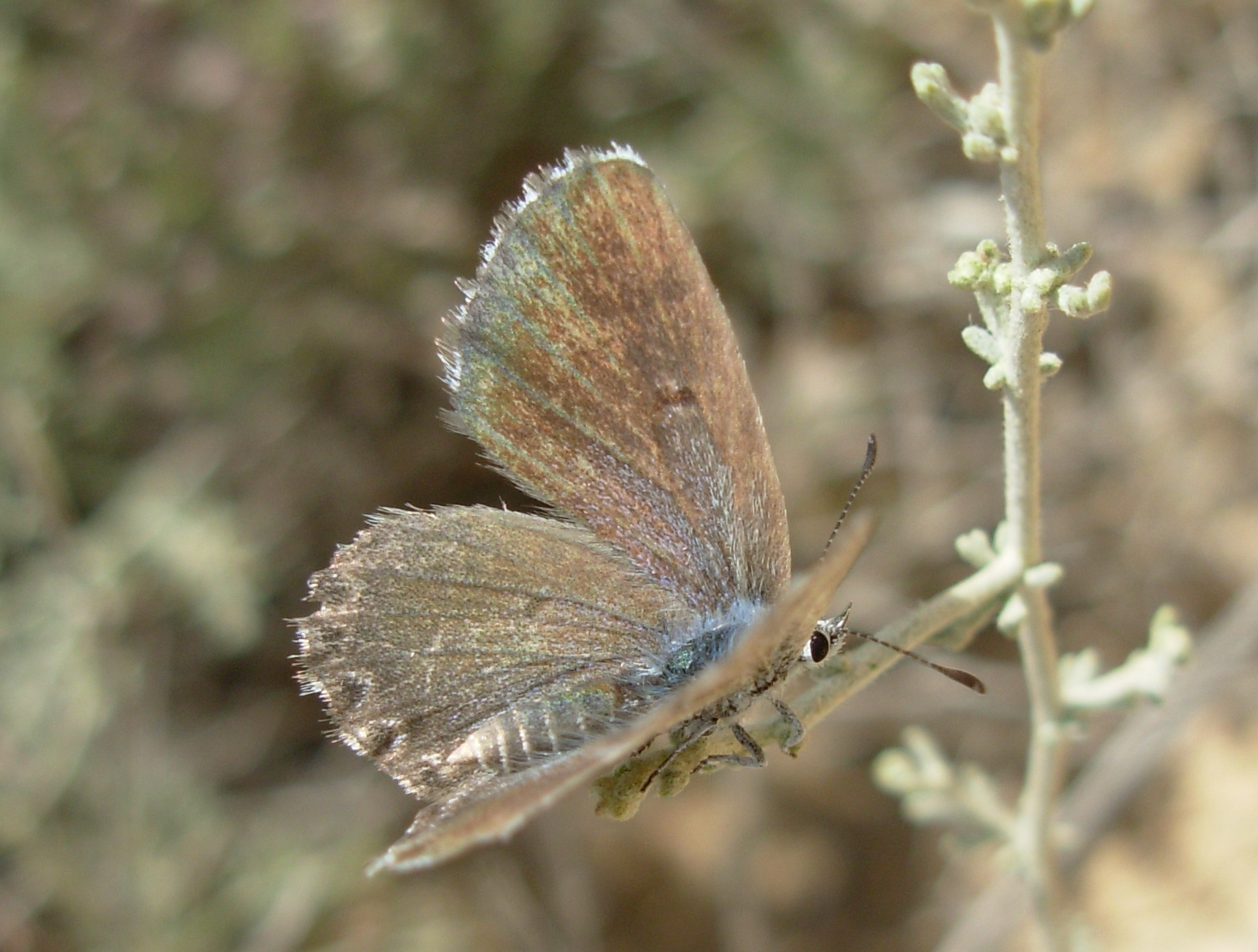
.

L’Azuré de la cléonie ou Azuré de Pierret ('Pseudophilotes abencerragus) est une espèce d'insectes lépidoptères (papillons) de la famille des Lycaenidae, de la sous-famille des Polyommatinae et du genre Pseudophilotes.

## Dénominations
Pseudophilotes abencerragus  a été nommé par Alexandre Pierret en 1837.
Synonymes : Argus abencerragus (Pierret, 1837), Lycaena baton abencerragus f. famelica (Seitz, 1907).

### Noms vernaculaires
L’Azuré de la cléonie ou Azuré de Pierret se nomme False Baton Blue en anglais et Abencerraje en espagnol.

### Sous-espèces
- Pseudophilotes abencerragus felix Manil, 2006
- Pseudophilotes abencerragus nabataeus (Graves, 1925)[1].

## Description
C'est un très petit papillon bleu foncé avec une frange blanche en damiers.
Le revers est ocre clair orné de lignes de petits points noirs. La ligne submarginale de taches orange à l'aile postérieure très marquée chez les autres Pseudophilotes est vestigiale ou même absente.

## Biologie

### Période de vol et hivernation
Il vole en une génération en mai-juin en Espagne, deux dans le Haut-Atlas.

### Plantes hôtes
Ses plantes hôtes sont diverses Thymus (Thymus hirtus, Thymus fontanesii), Salvia (Salvia taraxifolia), et Cleonia lusitanica en Espagne.

## Écologie et distribution
Il est présent en Europe (dans le sud du Portugal et de l'Espagne), en Afrique du Nord (Maroc, Algérie, Tunisie) et dans tout le nord de l'Afrique, en Égypte et jusqu'en Jordanie,.

### Biotope
Son habitat est constitué de broussailles sèches.

### Protection
Pas de statut de protection particulier.